# Òria Ramírez
Òria Ramírez (segle XII - Vallbona de les Monges, 1190) fou la primera abadessa del monestir de Santa Maria de Vallbona de les Monges.

## Biografia
Primera abadessa del Monestir de Vallbona de les Monges, que arribaria a ésser el cenobi cistercenc femení més important de Catalunya. Els seus inicis se situen en unes agrupacions mixtes d'ermitans, que després es converteixen en cenobites, organitzat en forma de comunitat doble sota el bàcul pastoral del seu fundador i impulsor del monestir, Ramon de Vallbona, observant llavors la regla de Sant Benet. La primera notícia documentada data de l'any 1153.
S'ha reconegut que la posterior orientació cap a una major institucionalització i la introducció a l'orde del Cister vingué de la mà de Berenguera d'Anglesola, neboda de Ramón de Vallbona i filla de Berenguer Arnau d'Anglesola, que quedà viuda de Guillem III de Cervera aquell 1172. Una noble amb arrels a dues cases que tingueren un paper preponderant en la construcció de la Catalunya Nova a les terres d'Urgell i la Segarra, així com en la constitució del nou monestir. Fins i tot s'ha afirmat que fou ella qui anà a buscar a Òria, dama emparentada amb la casa reial Navarra, perquè es posés al capdavant del monestir de Vallbona.
Sigui com sigui, el fet és que Òria Ramírez arribà procedent del monestir de Tulebras (Navarra), amb altres companyes, presumiblement entre 1174 i 1176. Els anhels de l'anacoreta Ramon de Vallbona, reforçats per l'acció de Berenguera d'Anglesola després de la mort del primer, fructificaren, i el 1177 finalment naixia el convent de religioses sota el govern d'Òria Ramírez.
Alfons I el Cast i la reina Sança de Castella i de Polònia havien establert la cort itinerant durant unes setmanes a Vallbona, acompanyats dels bisbes d'Osca i Pamplona, per tal d'impulsar-ne la fundació de forma definitiva, fet pel qual a vegades se’ls ha considerat els veritables fundadors de la casa cistercenca. Per tant, és lògic que el primer privilegi que registren els annals del cenobi sigui la concessió d'immunitat al monestir per part del rei, el mateix 1177, document dirigit a la pròpia abadessa Òria Ramírez, mesura que ell mateix reforçà novament el 1185. Poc després la comunitat rebia la butlla de salvaguarda i protecció concedida per Innocenci III, subscrita al Palau de Laterà a 19 d'abril de 1189, en virtut de la qual es confirmaven gràcies al monestir de Santa Maria de Vallbona com el fet d'esdevenir independents del bisbat i dependre directament de Roma.
Els reis de Catalunya i Aragó, també durant les generacions següents, foren constants protectors del monestir i, amb les seves donacions i privilegis, assentaren les bases de la rica Baronia de Vallbona, constituïda pels llocs i termes de Montesquiu, Preixana, Villamanyanor, Rocallaura, Llorenç, Omells de na Gaia, Eixaders, Rocafort, Valerna i Masdeu, una sèrie de senyorius dels quals les abadesses n'ostentarien el títol fins al segle xviii.
Òria Ramírez morí el 1190. La succeí Ermessenda de Rubió, coneguda com ‘La Boscana’, fins al 1224.
El monestir aviat irradià la seva vitalitat amb la fundació d'altres cenobis, entre els quals cal comptar Sant Hilari de Lleida, Bonrepós a la Morera de Montsant, el Pedregal prop del Talladell, la Bovera al terme de Guimerà, la Saïdia de València i Valldonzella al Vallès, entre d'altres.